# Lamothe-en-Blaisy
Lamothe-en-Blaisy [lamɔt ɑ̃ blɛzi] war eine französische Gemeinde mit zuletzt 73 Einwohnern (Stand 1. Januar 2013) im Département Haute-Marne in der Region Grand Est. Sie gehörte zum Arrondissement Chaumont und zum Kanton Châteauvillain. Die Einwohner werden Lamothois(es) genannt.
Mit Wirkung vom 1. Januar 2017 wurde Lamothe-en-Blaisy mit der ehemaligen Gemeinde Colombey-les-Deux-Églises zu einer Commune nouvelle mit dem Namen Colombey les Deux Églises (Schreibweise ohne Bindestriche) zusammengeschlossen.

## Lage
Lamothe-en-Blaisy liegt am Fluss Blaise rund 65 Kilometer ostsüdöstlich von Troyes und 20 Kilometer nordwestlich der Kleinstadt Chaumont im Westen des Départements Haute-Marne.

## Geschichte
Die Gemeinde gehörte von 1793 bis 1801 zum Distrikt Chaumont. Seit 1801 ist sie Teil des Arrondissements Chaumont.

## Bevölkerung
| Jahr                       | 1962 | 1968 | 1975 | 1982 | 1990 | 1999 | 2006 | 2012 |
| Einwohner                  | 98   | 92   | 83   | 92   | 81   | 65   | 75   | 71   |
| Quellen: Cassini und INSEE |      |      |      |      |      |      |      |      |

## Sehenswürdigkeiten
- Kirche Saint-Nicolas aus dem Jahr 1893[1]
- Lavoir (ehemaliges Waschhaus)
- Mehrere Wegkreuze
- Denkmal für die Gefallenen[2]

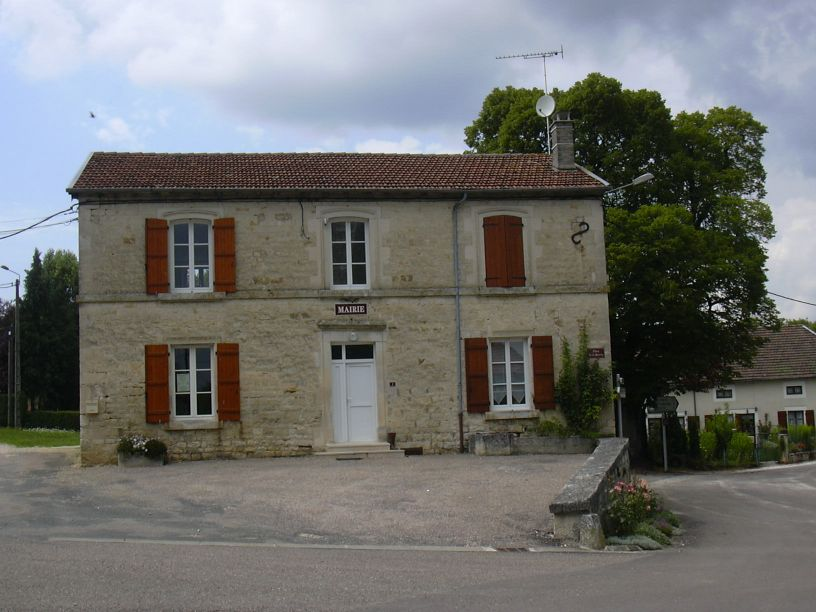
Ehemaliges Rathaus (Mairie)
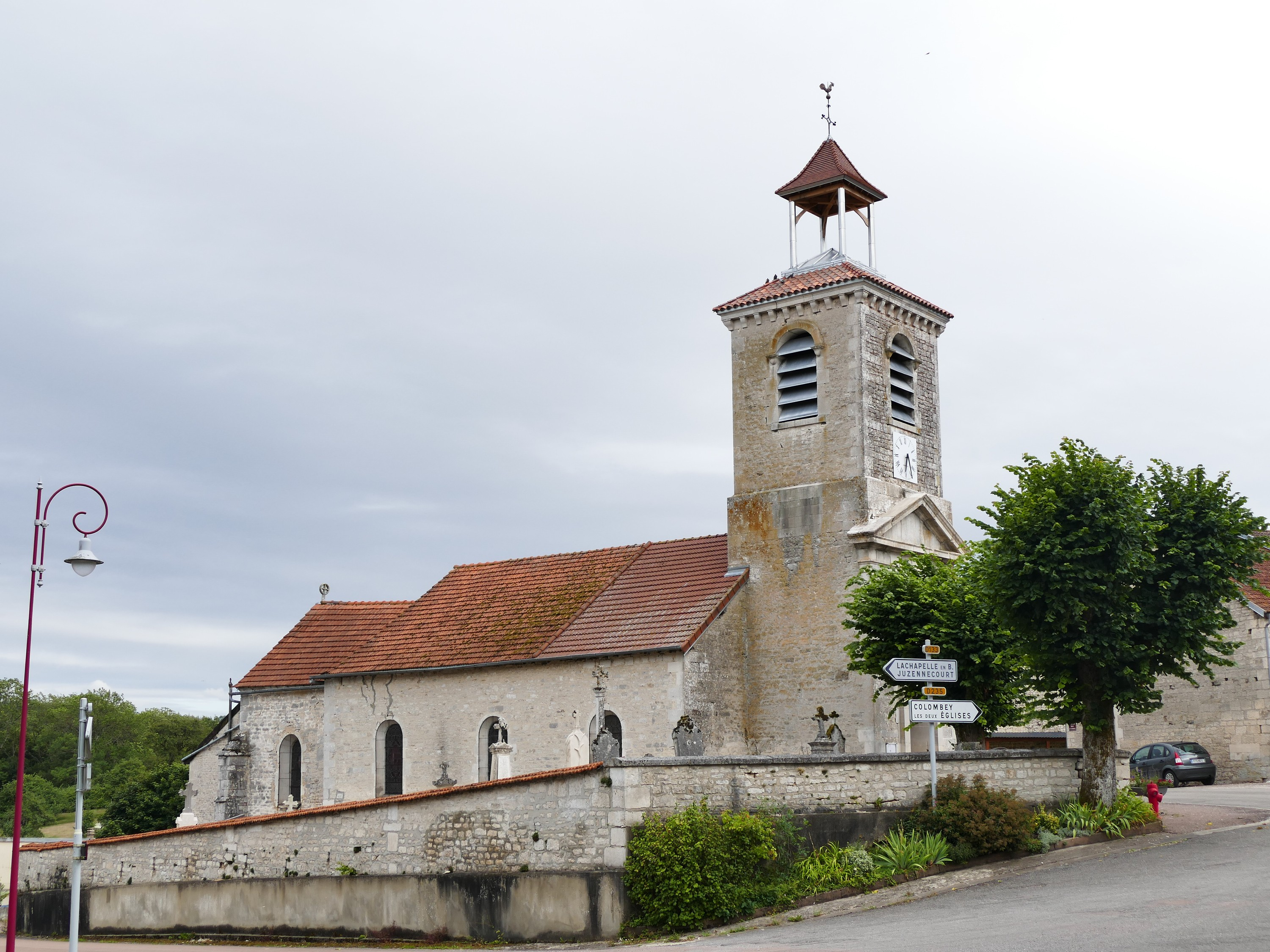
Dorfkirche Saint-Nicholas